# Даунс, Кевин
Кевин Даунс (англ. Kevin Downes; род. 21 сентября 1972, Висейлия, Калифорния) — американский киноактёр, режиссёр, продюсер и сценарист. Большинство фильмов с его участием христианские.

## Биография
Кевин Даунс родился и вырос в Висейлия, штат Калифорния. Второй ребёнок в семье, первый его брат Бобби Даунс.
Кевин имеет более 15 лет опыта в производстве фильмов в качестве сценариста, продюсера, актёра, большая часть фильмов сосредоточена на религиозном рынке.

### Карьера
Первыми фильмами Кевина были малоизвестные фильмы «Последний сбор урожая» и «Пересечение», а также телесериал «Горящая зона».
В 1998 году Даунс исполнил небольшую роль одного из пяти финалистов компании Smythe Bates (Смайт Бэйтс) в комедии «Без чувств». Впервые попробовал себя в качестве сценариста и продюсера работая над фильмом «Моментом позже». В 2004 году Кевин срежиссировал фильм «Шесть», в фильме снялись Стивен Болдуин, Эрик Робертс, Дэвид А.Р. Уайт и Джеффри Дин Морган.
В 2006 году он спродюсировал фильмы «Моментом Позже 2: Пробуждение», «И пришел он» и «Ясная полночь». В том же году он исполнил роль Генри в фильме «Три ключа». Через год Даунс выпустил фильм «Список», по бестселлеру Роберта Уитлоу в главной роли снялся Малкольм Макдауэлл.
В 2011 году исполнил одну из главных ролей в фильме Алекса Кендрика «Отважные».
В 2012 году снял фильм с участием Шона Астина, Кентона Дьюти и Сэмми Ханратти «Удивительная любовь», фильм повествует о трогательной истории ветхозаветного пророка Осии.
В 2013 году Даунс сыграл в фильмах «К стене» и «Серебряные колокольчики», последний является рождественским фильмом с участием Брюса Бокслейтнера и Кентона Дьюти
В настоящее время Кевин Даунс работает совместно с Алексом Кендриком, Шоном Астином и Сарой Дрю над семейным фильмом «Ночь отдыха для мам».

## Личная жизнь
Кевин живёт в Висейлия, Калифорния со своей женой Кэтрин Даунс, есть собака Дарби.

## Фильмография

### Режиссёр
- 2004 — Шесть / Six: The Mark Unleashed
- 2012 — Удивительная любовь / Amazing Love

### Сценарист
- 1999 — Моментом позже / The Moment After
- 2004 — Шесть / Six: The Mark Unleashed
- 2015 — К стене / To the Wall

### Продюсер
- 1999 — Моментом позже / The Moment After
- 2000 — Последняя афера / Mercy Streets
- 2001 — Лёжа на дне / Lay It Down
- 2002 — Изменяющий время / Time Changer
- 2004 — Шесть / Six: The Mark Unleashed
- 2006 — Чистая полночь / Midnight Clear
- 2006 — И пришел он / The Visitation
- 2006 — Моментом позже 2 / The Moment After II: The Awakening
- 2007 — Список / The List
- 2009 — Как одуванчики / Like Dandelion Dust
- 2013 — Пропавший медальон / The Lost Medallion: The Adventures of Billy Stone
- 2014 — Ночь отдыха для мам / Moms' Night Out
- 2015 — К стене / To the Wall

### Актёр
- 1994 — The Пересечение / The Crossing — Джейсон
- 1995 — Окончание сбора урожая / End of the Harvest — Джесс
- 1997 — Горящая зона / The Burning Zone — Молодой человек (эпизод 17)[4]
- 1998 — Без чувств / Senseless — один из пяти финалистов компании Смайт-Бейтс[2]
- 1999 — Моментом позже / The Moment After — Чарльз Бейкер
- 1999 — Обет Верности / A Vow to Cherish — фельдшер
- 2000 — Последняя афера / Mercy Streets — Питер
- 2002 — Изменяющий время / Time Changer — Грег
- 2004 — Бобби Джонс: Гений удара / Bobby Jones: Stroke of Genius — Ген Гоманс
- 2004 — Шесть / Six: The Mark Unleashed — Джерри Уиллис
- 2004 — Пташка и пугало / Birdie and Bogey — Зак Корнелл
- 2006 — Чистая полночь / Midnight Clear — Рик
- 2006 — Моментом позже 2 / The Moment After II: The Awakening — Чарльз Бейкер
- 2006 — Три ключа / Thr3e — Генри
- 2011 — Отважные / Courageous — Шэйн Фуллер
- 2013 — К стене / To the Wall — Джон
- 2013 — Серебряные колокольчики / Silver Bells — Реф
- 2014 — Ночь отдыха для мам / Moms' Night Out — Кевин
- 2015 — К стене / To the Wall— Джон